# Llanrhidian

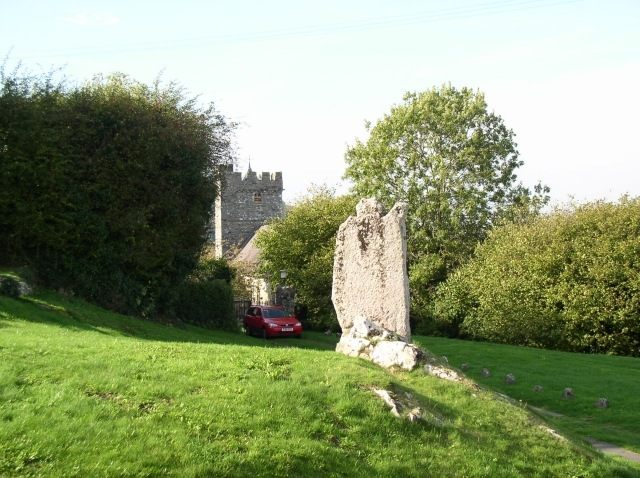
Einer der Menhire von Llanrhidian; im Hintergrund die Kirche

Llanrhidian  ist eine kleine Ortschaft im Norden der walisischen Halbinsel Gower in Großbritannien; seit 1970 ist Llanrhidian ein Ortsteil von Swansea. Der Ort liegt auf einem Höhenzug, von dem man die Mündung des River Loughor und die Salzwiesen im Norden der Halbinsel überblicken kann. Die Salzwiesen erstrecken sich zwischen dem Ort Crofty im Osten und dem The Goose genannten westlichen Ende. Der Strand Llanrhidian Sands bildet das südliche Ufer der Mündung des Loughor. Im Westen grenzt er an Whiteford Sands. 
Der Legende nach wurde die Kirche St. Rhidian & St. Illtyd im 6. Jahrhundert von St Rhidian gegründet. Der heutige Bau wurde im 13. Jahrhundert errichtet, der Chor und der massige Westturm wurden im 14. Jahrhundert angebaut. Im 19. Jahrhundert wurde die Kirche restauriert. Der Turm diente früher auch als Wachtturm, auf dem ein Signalfeuer bei drohenden Angriffen von See angezündet werden konnte. In der Vorhalle befindet sich der Leper-Stone, der 1865 nahe der Kirche ausgegraben wurde. Der Stein mit Menschen- und Tiergravuren wird auf das 9. oder 10. Jahrhundert datiert und könnte ein Wikingergrabstein gewesen sein. Auf dem Dorfanger befinden sich zwei Menhire. Der obere Menhir wurde in ein Keltenkreuz umgearbeitet und diente vermutlich auch als Pranger. Bis zum Beginn des 20. Jahrhunderts war der Ort ein Zentrum der Wollindustrie. Die Ruine der Nether Mill mit Mühlteich sowie zerbrochenen Mühlstein sowie die Überreste von anderen Wollmühlen erinnern an die frühere Bedeutung.
In den Wäldern unterhalb des Dorfes liegt die Wüstung Llanelen, deren Einwohner der Überlieferung nach an der Pest gestorben sind, die von gestrandeten Matrosen eingeschleppt wurde. Zwischen Llanrhidian und Llanmadoc liegt das befestigte Herrenhaus Weobley Castle, das besichtigt werden kann. 